# San Juan (province)
Pour les articles homonymes, voir San Juan.
San Juan est l'une des 32 provinces de la République dominicaine. Son chef-lieu est San Juan de la Maguana. Elle est limitée à l'ouest par la province d'Elías Piña, au nord par celles de Santiago Rodríguez et Santiago, à l'est par celle de La Vega et Azua et au sud par celle de Baoruco.